# Rita Prigmore
Rita Prigomore (Würzburg, 3 de marzo de 1943) de origen alemán y gitano. Prigmore nació en plena Segunda Guerra Mundial, por lo tanto, se convirtió en una superviviente del Porraimos como la gran mayoría de los Sinti y de los roma de toda Europa.

## Trayectoria
La familia de Rita era muy humilde y estaba muy bien asentada en Alemania, los hombres de su familia se dedicaban a hacer cestas y comercializar con ellas y sus padres trabajaban en el teatro local como artistas. El Pueblo gitano gozaba de total inclusión en la sociedad alemana. Cuando Adolf Hitler llegó al poder en 1933 e implantó su ideología racista, antisemita y en su deseo por homogeneizar la cultura los gitanos también fuero foco de odio. Se crearon múltiples leyes y decretos que criminalizaban y vulneraban los derechos del pueblo roma. La familia de Rita fue víctima de ese odio racial que aportaba el Nazismo, fueron atrapados entre 1936 y 1938, expulsados de su ciudad y llevados a vivir en un minúsculo piso con una situación extremadamente precaria. Uno de los principales objetivos de los nazis era erradicar la etnia gitana, por la que su medida estrella era la esterilización. Theresia Winterstein, madre de Rita fue puesta en una encrucijada, su familia se podía librar de ser condenada a Auschwitz si ella se sometía a una esterilización. En ese momento la progenitora de Prigmore estaba en cinta, el primer instinto por parte de los médicos nazis era el aborto, pero al ser conocedores de que la mujer había concebido gemelas se les permitió vivir. El coste de dejar vivir a las dos infantes era que debían ser entregadas para realizar experimentos médicos.   
Rita y su gemela Rolanda nacieron y el encargado de hacer macabros experimentos con dichas niñas, fue un discípulo del conocido Josef Mengele. Tanto Rita como Rolanda fueron sometidas a difíciles operaciones que consistían en diversas inyecciones para cambiarles las tonalidades de sus ojos. El tono deseado por los médicos era el color azul, ya que, era el esperado para todo aquel de raza aria. Rolando no sobrevivió a los duros experimentos y falleció apenas unos meses después de su nacimiento, Rita consiguió vivir aunque las secuelas tanto físicas como morales permanecen aún con ella.
La totalidad de la familia de Prigmore fue exterminada o esterilizada, ella fue dada en adopción y no fue hasta su edad adulta que estuvo al tanto de su dramática niñez, ahora es una completa activista que lucha contra el Racismo y el Antiziganismo.